# Timerliit
Timerliit è un villaggio della Groenlandia di 6 abitanti appartenente al comune di Kujalleq. Si trova a  60°51'N 45°18'O.

## Descrizione
Si trova nel mezzo del distretto del lago Tasikulooq, ed è circondata da altri insediamenti pastorali. La città più grande più vicina è Igaliku, che si trova 16 km a nord. Si trova nell'area agricola subartica Kujataa, che nel 2017 è stata iscritta nella lista dei patrimoni dell'umanità dell'UNESCO.

## Demografia
È abitata solo dal 1992. Un tempo contava una dozzina di residenti, ma all'ultimo censimento ne erano rimasti solo quattro. Gli ultimi dati disponibili sulla popolazione degli insediamenti di pastori risalgono al 2013. Timerliit è elencato sotto "Fattorie vicino a Igaliku".